# Кинтана Ро
Кинтана Ро (шп. Estado de Quintana Roo), држава је на крајњем југоистоку Мексика. Позната је по масовном туризму: Канкун, Ривијера Маја, острво Козумел, Плаја дел Кармен, парк Скарет итд.
Налази се на обали Карипског мора на истоку полуострва Јукатан.

## Географија
Има површину од 50.212 km² и 875.000 становника. 
На југу се граничи са Белизом, а на западу са мексичким државама Јукатан и Кампече.
Већина територије је прекривена тропском шумом.
Главни град државе је Четумал на југоистоку, док је највећи и најпознатији Канкун на североистоку. 

## Историја
Некада се на територији ове државе развијала древна култура Маја, чији је најпознатији остатак археолошко налазиште Тулум.
У другој половини 19. века на полуострву Јукатан је трајао Рат касти, односно сукоб између домородаца (народа Маја) и потомака европских досељеника.
Данашња држава Кинтана Ро је била средиште побуњеничке индијанске државе са центром у месту Чан Санта Круз. После пораза устаника, ова територија је 1902. претворена у територију под централном државном управом. 
Кинтана Ро је основана 1974. и прикључила се мексичкој федерацији, као до сада најновија држава, 8. октобра исте године (истовремено са државом Јужна Доња Калифорнија).
Име је добила по писцу и политичару из времена стицања мексичке независности Андрес Кинтана Роу. 

## Становништво
Данас у држави живе потомци домородаца, као и досељеници. До оснивања Канкуна, Кинтана Ро је била једна од најређе насељених држава Мексика, док је данас држава са највећим приливом становништва. 
| 1990.   | 1995.   | 2000.   | 2005.     | 2010.     |
| ------- | ------- | ------- | --------- | --------- |
| 493 277 | 703 536 | 874 963 | 1 135 309 | 1 325 578 |